# Carl Friedrich Philipp von Martius
Carl Friedrich Philipp von Martius (17 april 1794, Erlangen - 13 december 1868 in München) was een Duits natuuronderzoeker, botanicus en etnograaf. Zijn officiële afkorting als auteur is "Mart.".

## Leven en werken

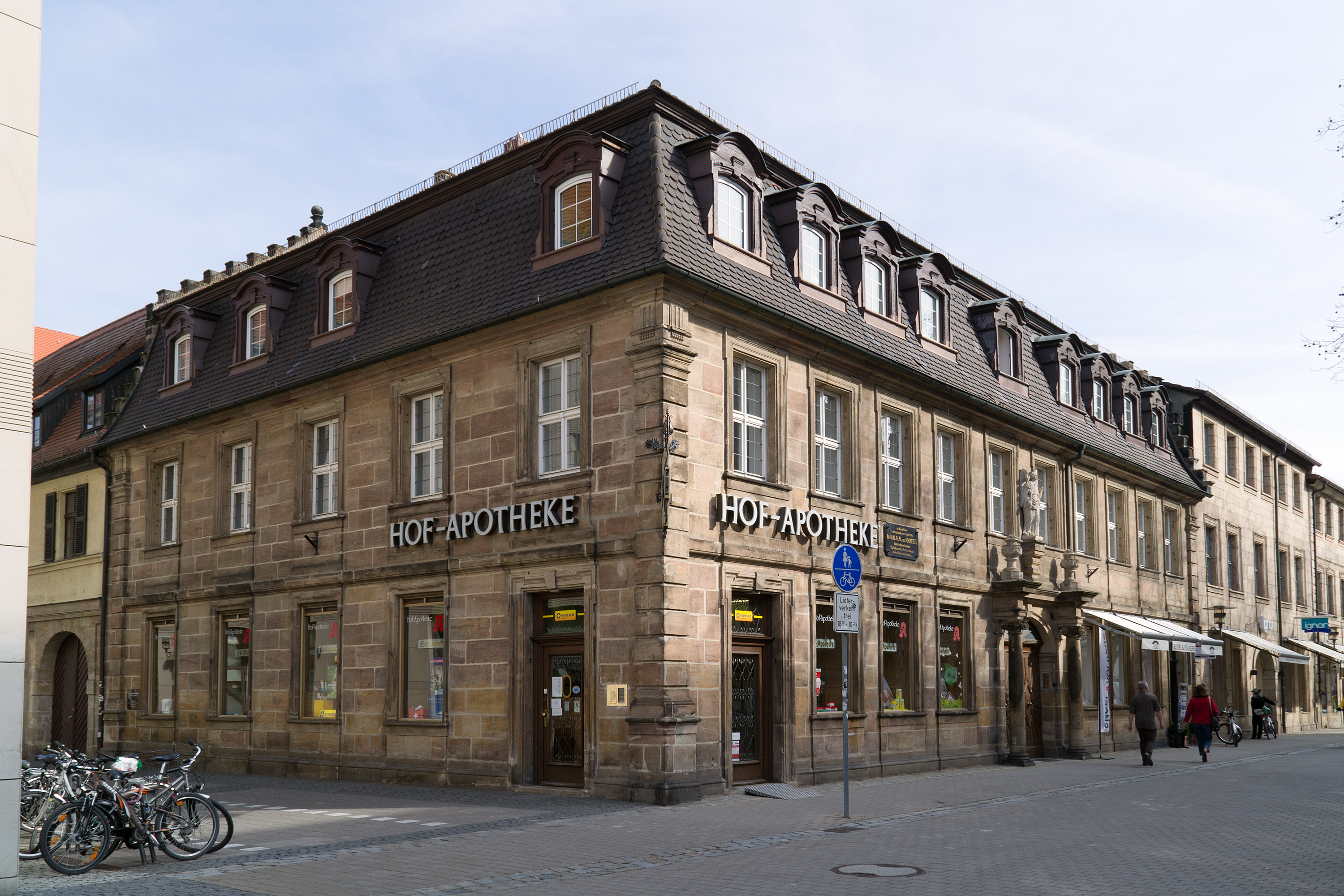
Hofapotheek in Erlangen, het geboortehuis van Carl Friedrich Philipp von Martius

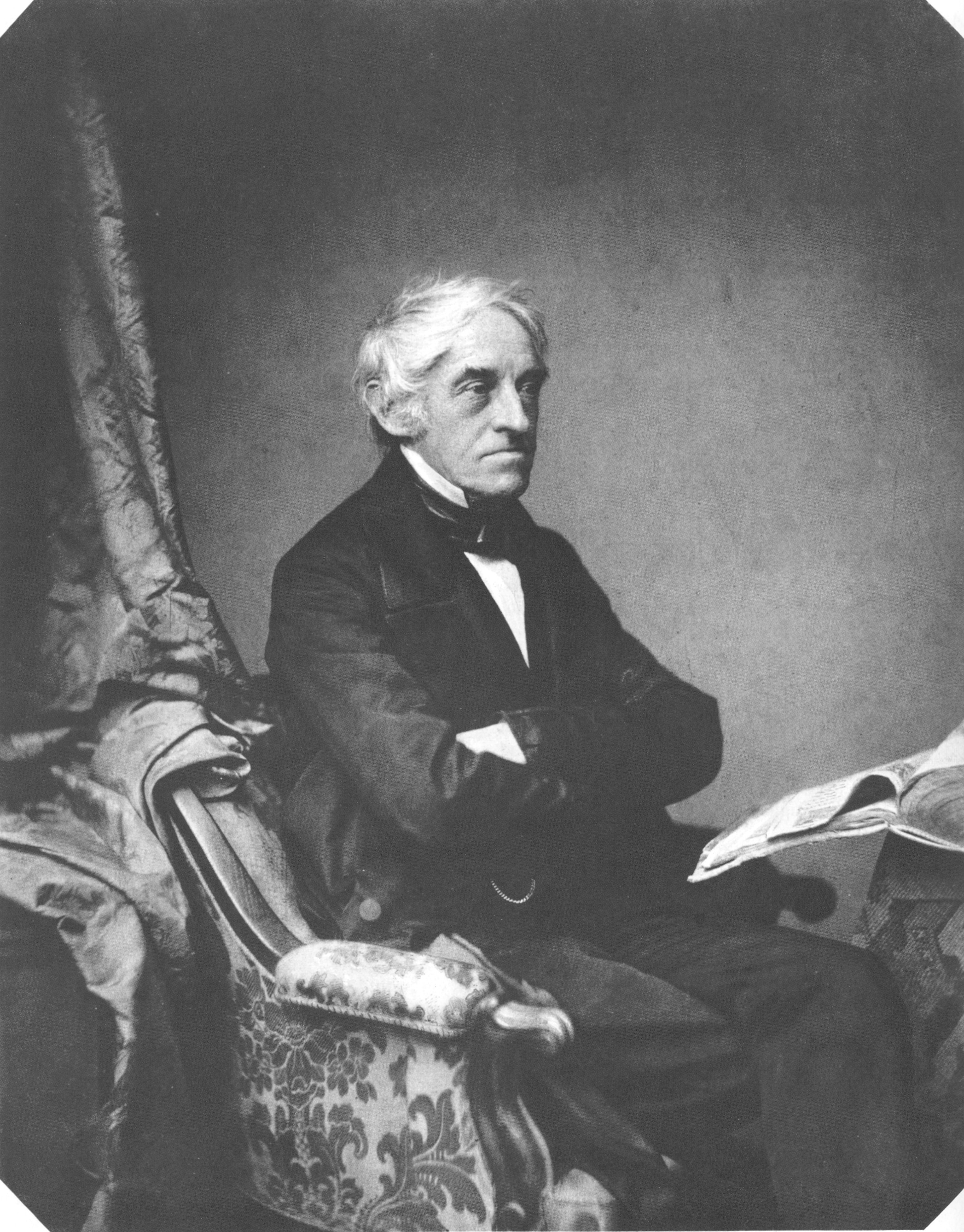
Carl Friedrich von Martius, ca. 1860

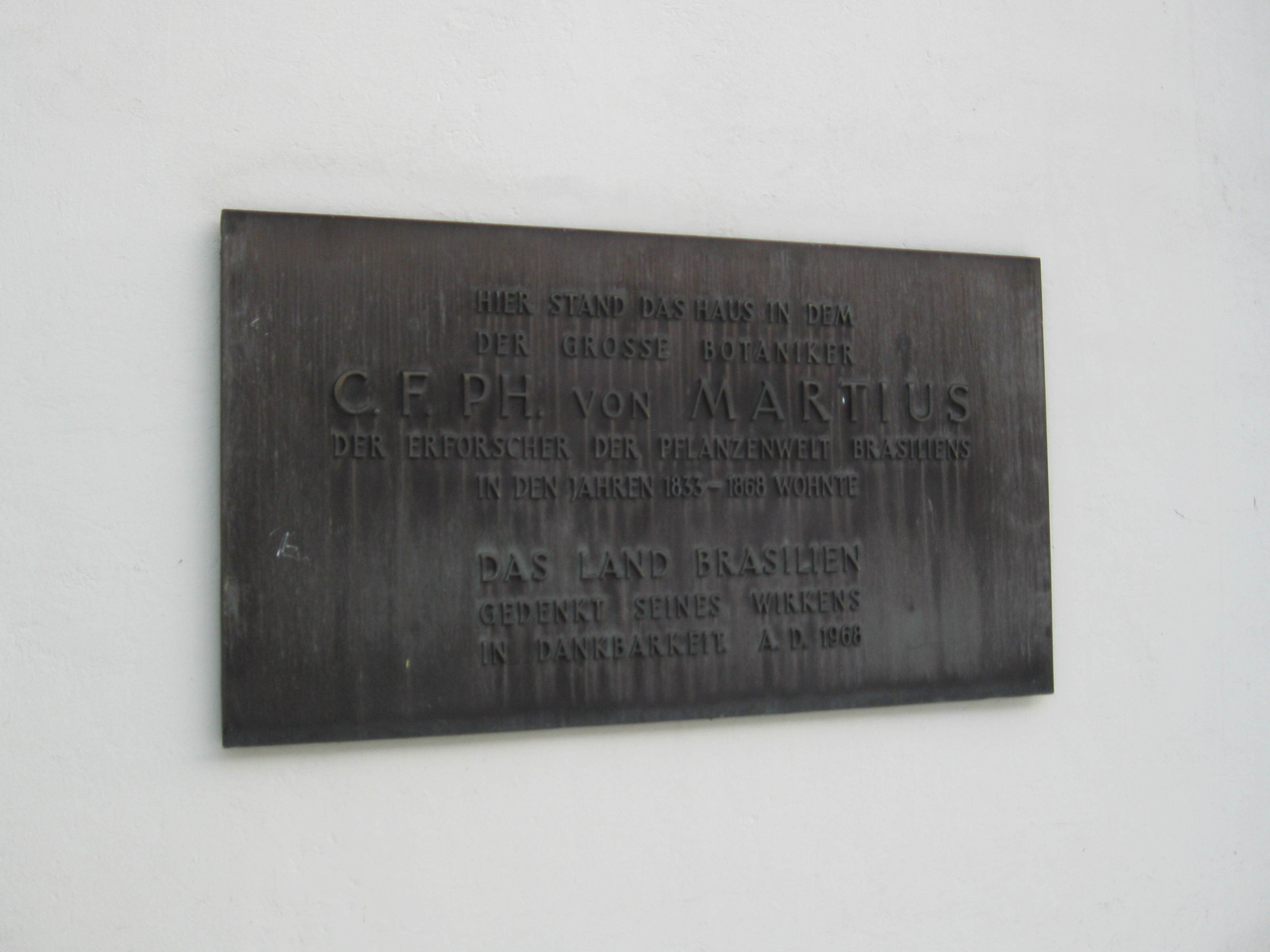
Inscriptie Martius in zijn vroegere woning in München, Barer Straße, zuidelijk van de Karolinenplatz, vandaag een gebouw van de universiteit. De inscriptie werd op initiatief van de staat Brazilië aangebracht.

Carl Friedrich Philipp von Martius was de zoon van de hofapotheker van Erlangen Ernst Wilhelm Martius (1756–1849), die sinds 1818 de eerste docent Farmacie van de universiteit Erlangen was. In 1810 begon Carl Friedrich Philipp von Martius met zijn medicijnenstudie in Erlangen. Daar leerde hij Franz von Paula Schrank en Johann Baptist von Spix kennen. De botanie was zijn hobby en mede door zijn vrienden solliciteerde hij naar een positie in het Eleven-Instituut dat destijds bestond aan de Beierse Academie der Wetenschappen. Hij slaagde voor zijn examen en werd op 13 mei 1814 in het instituut opgenomen. Hij werd de assistent van de botanicus Franz von Paula Schrank en hielp hem de nieuw gestichte botanische tuin van München op poten te zetten. In hetzelfde jaar promoveerde hij tot doctor in de medicijnen en de chirurgie. In 1817 -hij was toen nog maar 23 jaar oud- publiceerde hij zijn eerste grote werk, de "Flora cryptogamica Erlangensis", een beschrijving van de plantenwereld in en rond Erlangen.

### De reis naar Brazilië
Van 181 tot 1820 ondernam Martius in opdracht van koning Maximiliaan I Jozef van Beieren samen met von Spix een reis naar Brazilië. Hij kreeg daartoe de gelegenheid omdat Maria Leopoldina van Oostenrijk met de kroonprins en latere keizer van Brazilië Pedro I in het huwelijk trad. De koning van Beieren adviseerde de Oostenrijkse aartshertogin twee natuurwetenschappelijke onderzoekers op de Oostenrijkse Brazilië-expeditie mee te nemen.
Tijdens zijn reis naar Brazilië bezocht hij onder andere het Amazone-gebied en onderzocht er uitgebreid de plantenwereld. De palmen kregen daarbij bijzonder de aandacht, wat hem de bijnaam "Vader van de palmen" opleverde. Hij had ook belangstelling voor geneeskrachtige planten. Spix en Martius brachten in totaal 85 soorten zoogdieren, 350 vogels, 130 'amfibieën' (daaronder zijn ook reptielen te verstaan), 116 vissen, 2700 insecten en 6500 planten en zaden mee terug naar München.
Voor de wetenschap en vooral de biologie vertegenwoordigen de specimina die zij meebrachten belangrijke informatie. Sommige planten en dieren zijn uitgestorven of zullen niet lang meer bestaan. Er zijn ook fossielen uit de Santana-formatie bij de verzameling.
Martius had ook belangstelling voor de mens. Hij gaf etnografische beschrijvingen van de Tupi-indianen.

## Persoonlijk leven
Martius trouwde in 1823 met Franziska von Stengel, een dochter van Georg von Stengel, een ambtenaar van het ministerie. Hun zoon was Carl Alexander von Martius (1838–1920). Hij was chemicus en stichter van Agfa.
Na de dood van Martius werd zijn privé-plantenverzameling grotendeels naar de plantentuin Meise bij Brussel verkocht. De belangrijke verzameling uit Brazilië zijn echter nog steeds in de Botanische Staatsverzameling aanwezig.
Latere onderzoekers eerden Martius door planten naar hem te vernoemen, zoals  Martiodendron (Gleason) uit de familie Fabaceae, Martianthus (Harley & J.F.B.Pastore) uit de familie Lamiacea en Martiusella  (Pierre) uit de familie Sapotaceae. Er zijn ook straten naar hem genoemd, zoals in Bad Reichenhall en in München-Schwabing. In São Paulo is het Martius-Staden Instituut naar hem en naar Hans Staden vermoemd. Het is gewijd aan de geschiedenis van de Duitse immigranten in Brazilië.

## Enige werken
- Flora cryptogamica erlangensis (1817).
- Nova genera et species plantarum quas in itinere annis MDCCCXVII–MDCCCXX per Brasiliam jussu et auspiciis Maximiliani Josephi I Bavariae regis augustissimi instituto collegit et descripsit. München 1823–1832.
  - Nova Genera et Species Plantarum Brasiliensium (1823–1832). Gearchiveerd op 26 november 2022.
- Icones plantarum cryptogamicarum, quas in itinere annis 1817 ad 1820 per Brasiliam … instituto collegit et descripsit (1828–1834).
- Reise in Brasilien in den Jahren 1817–1820 / Joh. Bapt. von Spix; Carl Friedr. Phil. von Martius (München 1823–1831) (biodiversitylibrary.org).
- Martius met Hugo von Mohl und F. J. A. N. Unger (1823 tot 1853). Historia Naturalis Palmarum. Gearchiveerd op 26 november 2022. – (gallica.bnf.fr).
  - Nieuwe uitgave 1856–57 met tital Genera et species Palmarum. (botanicus.org).
  - The Book of Palms – Das Buch der Palmen. Taschen Verlag, Köln 2010, ISBN 978-3-8365-1779-9.
- Palmarum familia ejusque genera denuo illustrata (1824).
- samen met Franz von Paula Schrank (1829). Hortus regius monacensis.

- Bibsys: 1063016
- Biblioteca Nacional de Chile: 000383401
- Biblioteca Nacional de España: XX1445305
- Bibliothèque nationale de France: cb124761814 (data)
- Author citation (botany): Mart.
- CiNii: DA04549922
- Stuttgart Database of Scientific Illustrators 1450–1950: 3459
- Gemeinsame Normdatei: 118731416
- International Standard Name Identifier: 0000 0000 8156 5695
- Library of Congress Control Number: n80139420
- Nationale Bibliotheek van Tsjechië: js20090924001
- Nationale bibliotheek van Australië: 35073421
- Nationale Bibliotheek van Israël: 987007278478305171
- Nederlandse Thesaurus van Auteursnamen: 109817044
- Istituto Centrale per il Catalogo Unico: PUVV237263
- SNAC: w6bc53xz
- Système universitaire de documentation: 033957703
- Museum of New Zealand Te Papa Tongarewa: 50724
- Trove: 818606
- Virtual International Authority File: 76416582
- WorldCat: E39PBJd8cC7vQtr4XGq86WQcyd